# Mike Wallace
Myron Leon "Mike" Wallace (Brookline, Massachusetts, 9 de maio de 1918 — New Haven, Connecticut, 7 de abril de 2012) foi um jornalista e ator norte americano. Era conhecido por ser um dos apresentadores do programa do canal CBS, 60 Minutos.

## Início de vida
Um de quatro irmãos, filho de Friedan e Zina Wallik, (Friedan torna-se Frank e Wallik torna-se Wallace para melhor compreensão no país), emigrantes judeus da Rússia, o pai era um vendedor e mais tarde tornou-se vendedor de seguros,
Cresceu em Brookline, Massachusetts e desde pequeno que queria estar no ar, sabia que era o seu chamamento e dizia que gostava que as pessoas perguntassem: "Quem é este tipo, Myron Wallace?". Wallace terminou o ensino secundário com a média de "B-" indo depois para a Universidade do Michigan em Ann Arbor, onde sempre se tinha interessado por desporto e música, mas acabou por descobrir o jornalismo de rádio na própria estação da universidade.
Após terminar o curso em 1939, Wallace trabalhou em diversas rádios em Michigan a 20$ por semana e também em Detroit.

## Carreira
Começou por trabalhar na rádio e televisão desde 1939 e em 1943 serviu como oficial nas comunicações da marinha durante a Segunda Guerra Mundial, ao regressar a casa do conflito, tornou-se repórter da estação de rádio WMAQ.
Nos anos 40, estava a trabalhar como editor de notícias e pivot na estação de rádio do jornal Chicago Sun.
Nos anos 50 e morando na altura em Nova Iorque, Wallace tornou-se apresentador de um programa chamado Night Beat, com transmissão no canal ABC que teve exibição nacional em 1957 com o título The Mike Wallace Interview, tendo sido cancelado no ano seguinte.
Nos anos 60, mais propriamente em 1963 juntou-se à CBS como repórter e foi co-editor do programa 60 Minutes desde a primeira exibição em 24 de setembro de 1968. Devido à morte acidental do seu filho mais velho Peter, optou por uma temática de notícias mais dura para a sua carreira, tendo mais tarde dito numa entrevista:
| “ | (...) wqueria fazer algo que deixasse Peter orgulhoso. | ” |

Durante a sua carreira, Wallace entrevistou diversos nomes importantes da politica, desporto e ciência, entre eles estão George H.W. Bush, Ronald e Nancy Reagan, Jimmy e Rosalynn Carter, Gerald Ford, Richard Nixon, Lyndon B. Johnson, John F. Kennedy, Deng Xiaoping, Manuel Noriega, o Ayatollah Khomeini, Menachem Begin, Anwar el-Sadat, Yasser Arafat, o Xá do Irão, Hussein da Jordânia, Hafez Assad, Muammar al-Gaddafi, Kurt Waldheim, H. R. Haldeman, Vladimir Horowitz, Itzhak Perlman, Mikhail Baryshnikov, Leonard Bernstein e Johnny Carson.
Em 1979, consegui uma entrevista ao Ayatollah Khomeini, a quem teve a coragem de questionar a sanidade mental do mesmo, pouco depois da crise de reféns norte-americanos no Irão no mesmo ano.
Em meados dos anos 80, Wallace surpreendeu a audiência norte-americana ao revelar que teria feito tratamento para a depressão, foi um alerta que rapidamente passou a ter outra dimensão por ser a figura conhecida e que afetava uma parte da população, tornando assim um exemplo a seguir por quem sofria do mesmo problema.
Em 1998, Wallace era um dos melhores jornalistas de exclusivos do mundo, ele era o único jornalista que acompanhou o secretário geral das Nações Unidas, Kofi Annan ao Iraque na sua missão de evitar a guerra dos Aliados contra Saddam Hussein. A entrevista exclusiva foi transmitida a 22 de fevereiro de 1998.

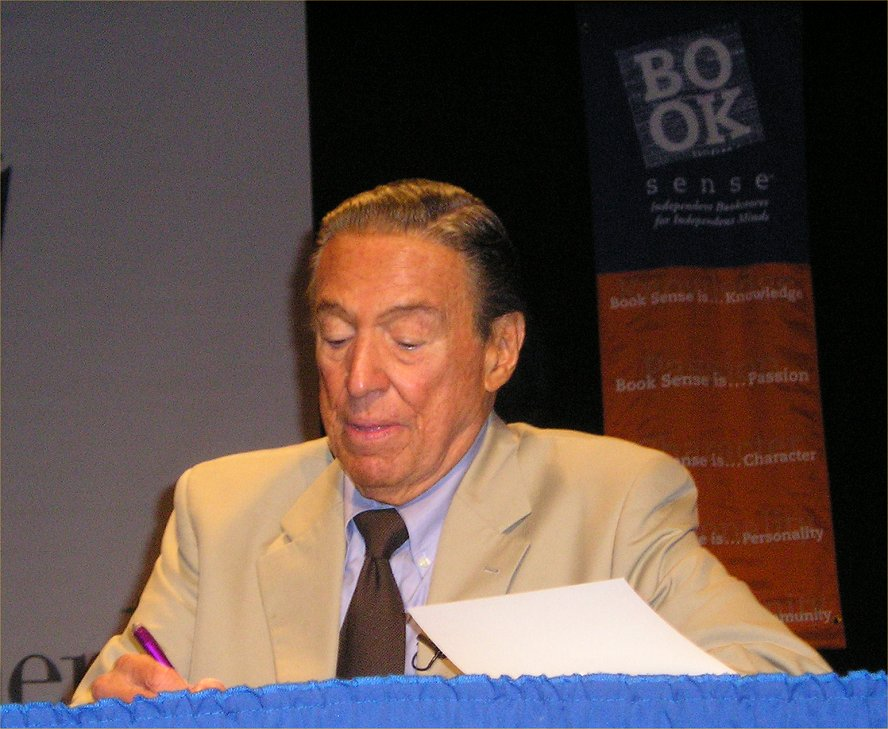
Mike Wallace em 2007.

Em 2002, conseguiu obter um exclusivo para entrevistar John Nash, o gênio mentalmente doente de que a vida havia sido representada no aclamado filme A Beautiful Mind.
Em fevereiro de 2005, entrevistou Jose Canseco, na qual admitiu o uso de esteroides. No final do mesmo ano, consegui uma entrevista com o presidente russo Vladimir Putin, onde o questionou sobre se a Rússia era verdadeiramente uma democracia e abordou-o sobre as especulações de corrupção.
Um dos pontos altos da sua carreira foi a entrevista concedida pelo presidente do Irão, Mahmoud Ahmadinejad, em agosto de 2006, com o qual viria a ganhar o seu 21º prémio Emmy.
Em junho de 2007, ele conseguiu a primeira entrevista com o advogado Jack Kevorkian, conhecido por Dr. Morte, famoso pela sua defesa da eutanásia, aquando da sua saída da prisão, em que mostrou um vídeo do médico a injetar drogas letais a um paciente com doença terminal, lançando um debate feroz durante semanas nos meios de comunicação.
Wallace também entrevistou Louis Farrakhan e a filha mais velha de Malcolm X, que acusava Farrakan de cumplicidade indireta na morte de seu pai, foram confrontados juntos na entrevista para o 60 Minutes.
Wallace voltou aos ecrãs para algumas entrevistas ocasionais, após ter passado por uma cirurgia ao coração em 2008, tendo já sido implantado um pacemaker há mais de 20 anos.
Mike Wallace passou os últimos anos em Nova Iorque com a sua mulher Mary Yates. Wallace atualmente tinha um filho, três afilhados (Pauline Dora, Eames e Angus Yates), sete netos e quatro bisnetos.

### Ator
Teatro
Trabalhou na Broadway por pouco tempo, desempenhado o papel principal da peça Reclining Figure.
Televisão
| Ano         | Trabalho                 | Tipo           | Papel             | Episódio | Ref.        |
| ----------- | ------------------------ | -------------- | ----------------- | --- | ----------- |
| 1956        | Ilya Muromets            | Filme fantasia | Narrador          | | [ 6 ]       |
| 1953 - 1955 | Studio One               | Série          | Carl              | Temporada 7, episódio 41, "For the Defense" (27 jun 1955) Temporada 5, episódio 44, "The Roman Kid" (3 ago 1953) | [ 7 ] [ 8 ] |
| 1955        | General Electric Theater | Série          | Tom               | Temporada 3, episódio 34, "The Half-Promised Land (5 jun 1955)                                                   | [ 9 ]       |
| 1954        | The Web                  | Série          | —                 | Temporada 4, episódio 22, "Rock-Bound" (14 fev 1954)                                                             | [ 10 ]      |
| 1953        | Suspense                 | Série          | —                 | Temporada 5, episódio 37, "The Mascot" (7 jul 1953)                                                              | [ 11 ]      |
| 1953        | I'll Buy That            | Série          | Apresentador      | | [ 12 ]      |
| 1953        | You Are There            | Série          | Repórter          | Temporada 1, episódio 10, "The Conquest of Mexico (1519)"                                                        | [ 13 ]      |
| 1949        | Stand by for Crime       | Série          | Ten. Anthony Kidd | | [ 14 ]      |
| 1949        | Super Circus             | Série          | Barker            | | [ 15 ]      |
| 1948        | Improve Your Spelling    | Curta-metragem | Narrador          | | [ 16 ]      |
| 1947        | Shy Guy                  | Curta-metragem | Narrador          | | [ 17 ]      |

## Vida pessoal
Wallace casou a primeira com Norma Kaphan, em 1940; divorciaram-se em 1948. O seu segundo casamento, com a atriz Buff Cobb foi em 1949 e estiveram juntos no ar, num programa chamado "Mike and Buff", passou na rádio e depois na televisão; divorciaram-se em 1954. Buff Cobb morreu em 2010. O seu terceiro casamento com Lorraine Perigord, durou 28 anos, terminando com a partida dela para as Fiji. O seu quarto casamento foi em 1986 com Mary Yates, era viúva de um dos seus melhores amigos - o produtor de "Night Beat", Ted Yates, que morreu em 1967 em trabalho para a NBC News durante a Guerra Árabe-israelense.
O seu filho mais novo Chris Wallace, é apresentador de televisão no canal Fox News. O seu filho mais velho Peter, morreu acidentalmente num passeio de bicicleta na Grécia em 1962, tinha 19 anos e queria ser escritor.
Na corrida para a presidência da Casa Branca, Nixon ofereceu trabalho a Wallace no gabinete de imprensa pouco antes das primárias de 1968 começarem. "Eu pensei muito, muito seriamente acerca daquilo. Tinha por ele um grande respeito. Ele tinha senso comum, era esperto e trabalhador. Mas acabei por recusar, dizendo que pôr um sorriso na cara em notícias más não era para mim".

## Prémios
Em 1996, ganhou o "Prémio Robert F. Kennedy de Jornalismo" pela reportagem exibida pela CBS "In the Killing Fields of America", um programa de três horas sobre a violência nos Estados Unidos. No seu currículo, estão ainda 21 prémios Emmy, 3 "DuPont-Columbia University Award" e 3 "Peabody Award". Em 1991, foi incluído na "Television Academy Hall of Fame".

## Publicações
O primeiro livro de memórias, Close Encounters foi publicado em 1984 e o segundo Between You and Me foi lançado em 2005.
Em 2010, juntamente com Beth Knobel lançou Heat & Light: Advice for the Next Generation of Journalists.